# Spotlight (ORF)
Spotlight war eine vom österreichischen Fernsehen ORF von 1968 bis 1978 produzierte und gestaltete Jugend-Musik-Sendung. Moderator war Peter Rapp. Der Name der Sendung kommt vom englischen Wort für Profilscheinwerfer (spot ‚Stelle‘ oder ‚Punkt‘, light ‚Licht‘).

## Geschichte
Spotlight war fast jeden Sonntag im FS 2 (später ORF 2) ab 17 Uhr (erste Sendung am 17. März 1968 von 17:10–18:00 Uhr) für etwa 50 Minuten auf Sendung. Musiker, Bands, Künstler, Sänger wurden in die Sendung eingeladen. Zuerst wurde die Sendung aufgezeichnet, später auch live mit Publikum gesendet. Ab dem 20. September 1970 war dann die Sendung in Farbe. Es waren die Musikrichtungen Pop, Beat, Folk, Disco, Rock, Reggae, Jazz sowie andere Stil-Richtungen vertreten. Vergleichbar war sie mit der Sendung Top of the Pops der BBC, Vereinigtes Königreich, und mit Beat Club und Musikladen, beide produziert von Radio Bremen. Ab 1975 kam die Signation der Sendung Dizzy on the Rocks von der niederländischen Dizzy Man’s Band, die auch live in der Sendung war.
Zu Gast waren europäische und internationale Gruppen und Künstler wie Jimmy Cliff mit Vietnam am 20. September 1970; Katja Ebstein (1970; 1976); Adamo (1970); Tony Christie mit  Amarillo und  Don't Go Down To Reno (1972); Juliane Werding mit  Am Tag, als Conny Kramer starb (1972); Mary Roos mit Viva (1972); Mouth & MacNeal mit How Do You Do (1972); ABBA mit Ring Ring (1973) und kurz darauf wieder mit People Need Love (1973) und (1974) mit Honey, Honey und diesmal auch mit Agnetha Fältskog; Middle of the Road mit einem Medley ihrer bekanntesten Songs (1973); Slade mit Gudbuy T’ Jane (1973); Gary Glitter mit Come On und  Hello, Hello, I’m Back Again am 28. Oktober 1973 auch bei den Termin war Daliah Lavi mit  Let The Love Grow und Meine Art Liebe zu zeigen; I Nuovi Angeli mit Uakadi Uakadu (1973); Chris Montez mit Ay No Digas und No One Knew auch bei dem Termin dabei war Lobo mit I'd Love You to Want Me und  There Ain't No Way am 31. Dezember 1973; Dr. Hook & the Medicine Show mit The Cover of the Rolling Stone (1974); Udo Lindenberg mit Alles klar auf der Andrea Doria (1974); Mike Krüger mit Mein Gott, Walther (1975); Frank Zander mit  Der Ur-Ur-Ur-Enkel von Frankenstein und Ich trink' auf dein Wohl, Marie (1975); am 20. April 1975 war Cliff Richard mit It's Only Me, No Matter What und Power To All Our Friends eingeladen, damals auch in der Sendung Les Humphries Singers mit Soolaimon; Dizzy Man's Band mit The Opera (1975); Nazareth mit Bad Bad Boy (1975); Mort Shuman mit einem  Medley (1975); Billy Swan mit  I Can Help (15. Juni 1975); Vince Weber mit I’m The Boogie Man (1976); am 15. August 1976 Harpo mit Moviestar; am 29. August 1976 eine Sendung nur mit Vicky Leandros darunter  Apres toi, Ich hab' die Liebe geseh'n, Theo, wir fahr'n nach Lodz sowie andere; Brotherhood of Man mit Save Your Kisses For Me und anderen Songs am 21. November 1976; Roger Whittaker mit Dirty Old Town und Mexican Whistle (1977); Boney M. mit Sunny (1977); am 11. September 1977 Smokie mit  It's Your Life, Lay Back In The Arms Of Someone, und Living Next Door To Alice. Es gab auch Sondersendungen für und nur mit Bill Haley am 2. Jänner 1977 mit Johnny B. Good, Rock Around The Clock, See You Later Alligator, Shake Rattle And Roll und andere, sowie zwei Sendungen mit Fats Domino in den Jahren (? und 1977) und den Songs Blue Monday, Blueberry Hill, I Want To Walk You Home, I'm Walking, When The Saints Go Marching In und viele andere.
In einer weiteren speziellen Sendung am 23. Februar 1975 war nur der Liedermacher Reinhard Mey eingeladen und sang unter anderem Diplomatenjagd, Es gibt keine Maikäfer mehr, Mann aus Alemannia und am Ende der Sendung mit Peter Rapp gemeinsam das Lied Gute Nacht, Freunde. In der Sendung von 27. Juli 1975 sang Rapp mit „Christina Simon“ (später bekannt als Ina Wolf) Island in the Sun, wobei sie zuvor I Love the Night gesungen hatte. Mit den Gästen gab es oft humorvolle Interviews, die dadurch entstanden, dass sich Peter Rapp weigerte, die Sätze, die ihm Redakteure geschrieben hatten, in der Sendung zu verwenden. Seine Moderation war spontan, wirkte sympathisch und kam bei Fernsehzuschauern und Live-Publikum natürlich und echt rüber. Bei der ersten Folge, die noch in Schwarzweiß gesendet wurde, reiste Peter Rapp nach London, in die Wiege des Pops. Im Speakers’ Corner (Hyde Park) forderte Rapp auf einer Kiste stehend das Recht für eine eigenständige, freie, österreichische Popmusik ein.
Es wurden damals auch schon Musikvideos in der Sendung gezeigt, wie zum Beispiel von CCR – Sweet Hitchhiker (1972), Johnny Nash –  I Can See Clearly Now (1972); Alice Cooper – Elected (1972); Suzi Quatro – Can The Can (1973); The Rolling Stones – Angie (1973) und Silver Train (1974); Ike & Tina Turner – Proud Mary (18. Mai 1975); am 15. Juni 1975 Paul McCartney – Junior's Farm sowie von Ringo Starr – Only You und Carpenters – Please Mr. Postman; sowie viele andere.

## Auswirkungen
Künstler, die durch die Sendung Bekanntheit erlangten oder noch bekannter wurden, waren unter anderem (aus der damals auch allmählich entstehenden Austropop-Kultur): Wilfried mit  Mary Oh Mary und  Rock-Medley (1972) weiters mit Ziwui, Ziwui (1973) und Feeling Alright (1974) und Lauf' Hase, lauf; Arik Brauer mit Der Spiritus und Reise nach Afrika (1972); Marianne Mendt (1970; 1972) Gute Lieder sind wie Pistolen und Träume sind genug geträumt; Schmetterlinge (damals noch mit Willi Resetarits) mit Tschotscholossa (1972) dann Eiergänger-Polka und Selbstmörderwalzer (1975); Heinrich Walcher mit Gummizwerg (1972); Wolfgang Ambros in der Silvestersendung von 31. Dezember 1971 mit Da Hofa, 1973  mit Der Erdgeist und Der Teufel , sowie 1975 mit Zwickt’s Mi (war kurz danach Nummer 1 in Österreich). Später brachten Ambros/Tauchen/Prokopetz einen Ausschnitt des Hör- und Singspieles  von Der Watzmann ruft (1975); Worried Men Skiffle Group waren bereits 1968 in der Sendung, dann mit Gloryland (1972),  I bin a Weh (1975), Heast du bist bled (1976) und I wü, aber i trau' mi ned (1978); Georg Danzer mit Lass dich tätowieren (1974) und Jö schau (1975); Udo Jürgens in einer Silvestersendung am 31. Dezember 1975 (18:45–19:30 Uhr) mit  Ein ehrenwertes Haus,  Griechischer Wein,  Jenny, Was ich dir sagen will und anderen; Peter Cornelius mit Die Wolk’n (1973) Hampelmann (1974) Flipper und Blues (1975); Waterloo & Robinson mit Hollywood und Everybody (1974).
Auf dem Sendeplatz folgte, Jahre später, die Sendung Die großen 10 von 1983 bis 1993 mit Udo Huber.

## Aufzeichnungsorte
Aufzeichnungsorte der Sendung waren zunächst das Columbia-Studio und später das  ORF-Zentrum Küniglberg.
Das Columbia-Studio befand sich in der Rotgasse 9 im 1. Wiener Gemeindebezirk Innere Stadt. Im oberen Bereich befand sich von 1912 bis in die 1980er Jahre das „Imperialkino“, das Gebäude hatte ab 1942 einen großen unteren Luftschutzkeller, der nach dem Zweiten Weltkrieg von den alliierten Truppen als Tanzlokal benutzt wurde.
Dann hatten Filmstudios und später der ORF den großen Raumbereich verwendet, um ihn als Aufnahmestudio für Film- und Fernsehaufzeichnungen zu verwenden. Der junge Peter Rapp, der in der Nähe geboren wurde und eine Zeit im 1. Wiener Gemeindebezirk mit seiner Mutter lebte, hatte den Leuten von Film und Fernsehen bei den Arbeiten oft zugesehen (eine Jugendgeschichte, die er später bei einer Jubiläumsendung, zu Ehren von ihm, erzählte) und soll zu sich selbst gesagt haben:"so etwas (beruflich bei Film und Fernsehen) will ich auch mal machen". So entstanden dort später, mit dem damals erst 24-jährigen Rapp und dem ORF, ab Ende der 1960-Jahre die ersten Jugend-Musik-Pop-Sendungen von Spotlight.
Die nachfolgenden Namen an der Adresse waren „Olympia Studio“, später befand sich dort die Diskothek „P1“. Heute (2022) befindet sich in dem Bereich eine Tiefgarage.